# Arevashat
Pour l’article homonyme, voir Arevashat (Hadrout).
Arevashat (en arménien Արևաշատ ; jusqu'en 1946 Varmazyar) est une communauté rurale du marz d'Armavir, en Arménie. Elle compte 2 079 habitants en 2009.